# NGC 7346
NGC 7346 је елиптична галаксија у сазвежђу Пегаз која се налази на NGC листи објеката дубоког неба.
Деклинација објекта је + 11° 5' 2" а ректасцензија 22h 39m 35,4s. Привидна величина (магнитуда) објекта NGC 7346 износи 14,7 а фотографска магнитуда 15,7. NGC 7346 је још познат и под ознакама CGCG 429-17, NPM1G +10.0556, PGC 69430.